# Траустіла
Траустіла (Тростіла, Трапстіла) (д/н — 488) — король гепідів.

## Життєпис
Був братом короля Гієсма або його дружини. За деякими відомостями отримав частину королівства гепідів ще 470 року. Можливо, був намісником у задунайській області. У 481/483 році після смерті або загибелі Гієсма стає новим королем гепідів, відсторонивши від влади сина померлого короля — Мунда.
Стає союзником короля Одоакра, спільно з яким діяв проти остготів на чолі з Теодорихом. Втім у вирішальній битві біля річки Ульке (притока річки Сава) у запеклій битві Траустіла зазнав поразки й сам загинув. Владу успадкував його син Тразаріх.